# (37009) 2000 TC41
2000 TC41 (asteroide 37009) é um asteroide da cintura principal. Possui uma excentricidade de 0.04986500 e uma inclinação de 16.47777º.
Este asteroide foi descoberto no dia 1 de outubro de 2000 por LINEAR em Socorro.